# دانيال غود
دانيال غود (بالإنجليزية: Daniel Goode)‏ هو ملحن أمريكي، ولد في 24 يناير 1936 في نيويورك في الولايات المتحدة.

## وصلات خارجية
- دانيال غود على موقع ميوزك برينز (الإنجليزية)
- دانيال غود على موقع ديسكوغز (الإنجليزية)